# Ouratea articulata
Ouratea articulata är en tvåhjärtbladig växtart som beskrevs av C. Sastre. Ouratea articulata ingår i släktet Ouratea och familjen Ochnaceae. Inga underarter finns listade i Catalogue of Life.